# Butia campicola
Butia campicola är en enhjärtbladig växtart som först beskrevs av João Barbosa Rodrigues, och fick sitt nu gällande namn av Larry Ronald Noblick. Butia campicola ingår i släktet Butia och familjen Arecaceae. Inga underarter finns listade i Catalogue of Life.